# La Biblia según Vox Dei en vivo 1986
La Biblia según Vox Dei en vivo 1986 es el segundo álbum en vivo (y undécimo lanzamiento) del grupo de rock argentino Vox Dei, editado en 1987 por B.B. Records.
El disco fue grabado durante un show en el Teatro Ópera de Buenos Aires, en noviembre de 1986, show que marcó el regreso de la banda a los escenarios tras la separación de 1981.

## Historia
En 1985 Vox Dei fueron nominados para recibir el Premio Konex. 
El hecho produjo un acercamiento entre Ricardo Soulé y Willy Quiroga, quienes decidieron regresar con la banda a los escenarios. 
Así, en noviembre de 1986, el grupo se reúne interpretando "La Biblia", junto con Luis Valenti y Juan "Pollo" Raffo en teclados. La reunión de Vox Dei se llevó a cabo los días 28, 29 y 30 de noviembre, con funciones a sala llena, lo cual fue grabado y lanzado en este disco en 1987. Incluye completo el último movimiento, "Apocalipsis".
Este LP fue producido y lanzado por el sello del cantautor B.B. Muñoz, B.B. Records.
En 1992, el extinto sello Radio Trípoli reedita este disco en CD, con una portada diferente a la original.
En abril de 2012 la compañía Fonocal reeditó este disco conmemorando los 25 años de aquella reunión, edición que además incluye los bises que Vox Dei tocó a pedido del público.

## Canciones
* Todas las canciones fueron compuestas por Ricardo Soulé, Willy Quiroga y Juan Carlos Godoy. Poemas de Ricardo Soulé. Excepto los bises, que no pertenecen a La Biblia.
1. "Génesis" - 6:34
2. "Moisés" - 8:53
3. "Guerras" - 8:56
4. "Profecías" - 2:24
5. "Libros sapienciales" - 7:36
6. "Nacimiento" - 3:40
7. "Cristo" - 9:35
8. "Apocalipsis" - 4:21

Bonus tracks de la edición del 25º aniversario
1. "Sin separarnos más" (Ricardo Soulé) - 4:02
2. "Presente" (Ricardo Soulé) - 3:51
3. "Sin separarnos más" (Soulé) - 4:15
4. "Es una nube, no hay duda" (Willy Quiroga)- 5:10
5. "Presente" (Soulé) - 4:48

## Músicos
- Ricardo Soulé - Voz, guitarra eléctrica y acústica, armónica y violín.
- Willy Quiroga - Voz, bajo y guitarra acústica.
- Rubén Basoalto - Batería y percusión.
- Luis Valenti - Teclados y coros.
- Juan "Pollo" Raffo - Teclados y sintetizador.

Colaboradores
- Del Cielito - Estudio de Grabación.
- Gustavo Gauvri - Ingeniero de Grabación.
- Alejandro Franco - Asistente.
- STARC - Sistema de Sonido.
- Gabriel Soriano - Operador de Sonido.
- María Dandaza y Carlos Marando - Asistentes de producción.
- B.B. Muñoz - Idea y realización.